# Brookthorpe-with-Whaddon
Brookthorpe-with-Whaddon är en civil parish i Storbritannien.   Den ligger i grevskapet Gloucestershire och riksdelen England, i den södra delen av landet, 150 km väster om huvudstaden London. Antalet invånare är 322.